# Nelly Sachs
Nelly Sachs (Berlino, 10 dicembre 1891 – Stoccolma, 12 maggio 1970) è stata una poetessa e scrittrice tedesca naturalizzata svedese, insignita nel 1966 del Premio Nobel per la letteratura.

## Biografia

### Giovinezza
Figlia unica di Georg William Sachs e Margarete Karger, due ingegneri e produttori di manufatti in gomma, di religione ebraica, cresce frequentando le famiglie ebraiche più benestanti. Da bambina desidera diventare ballerina, e solo più tardi sviluppa la passione per la lirica tedesca e la composizione di poesie. A causa della sua debole costituzione, è inizialmente costretta a seguire lezioni private, per poi entrare in un liceo femminile dove, cinque anni più tardi, ottiene il diploma. A quindici anni rimane affascinata dal romanzo La saga di Gösta Berling che segna il debutto della scrittrice svedese Selma Lagerlöf, con la quale intratterrà un fitto scambio di lettere che durerà oltre 35 anni.

### I primi componimenti
Nelly Sachs inizia a comporre poesie all'età di 17 anni. Nel 1921 viene pubblicato, con l'aiuto dello scrittore Stefan Zweig, la sua prima raccolta di poesie Leggende e Racconti. I primi componimenti sono caratterizzati da un influsso neoromantico e ruotano intorno alle tematiche della natura e della musica.
Vive con i genitori e prende raramente parte alla vita mondana degli anni '20. Verso la fine del decennio le sue poesie vengono pubblicate in diversi quotidiani berlinesi ed apprezzate sia dal pubblico che dalla critica del tempo.

### Il periodo del nazionalsocialismo
Alla morte del padre, nel 1930, Nelly Sachs si trasferisce con la madre in una casa di proprietà nel quartiere berlinese di Hansaviertel, conducendo una vita all'insegna della riservatezza e della discrezione, secondo i principi della sua religione.
Rimasta nubile, intreccia una relazione sentimentale con un uomo divorziato che il padre tenta di troncare. I due continueranno tuttavia a frequentarsi per un decennio e verranno anche imprigionati insieme all'inizio della Seconda Guerra Mondiale. Le sue origini ebraiche la sollecitano ad approfondire le radici della sua tradizione culturale. All'inizio della guerra inizia a leggere Erzählungen der Chassidim di Martin Buber, ritrovando nelle sue parole un pensiero di fiducia che le ridà forza.

### La fuga in Svezia
Solo più tardi Nelly Sachs e la madre decidono di abbandonare la Germania. L'amica Gudrun Harlan, nipote dello scrittore e drammaturgo Walter Harlan, si reca in Svezia nell'estate del 1939 per ottenere un visto con l'aiuto di Selma Lagerlöf, che a causa delle condizioni precarie di salute morirà prima dell'arrivo in Svezia di Nelly. Dopo ostacoli e procedure burocratiche durate mesi, Nelly Sachs e la madre riescono a lasciare la Germania per raggiungere Stoccolma, in tempo per sfuggire all'ordine di deportazione in un lager.
In Svezia le due donne vivono in condizioni di povertà, in un monolocale al sud di Stoccolma. Nelly Sachs si occupa della madre anziana, lavorando come lavandaia. Solo nel 1953 ottiene la cittadinanza svedese. Inizia ad imparare lo svedese e a tradurre in tedesco la lirica svedese moderna e grazie a questi lavori di traduzione acquisisce nuove capacità espressive, allontanandosi dal precedente stile romantico. La traduzione della lirica di autori del calibro di Edith Södergran, Karin Boye, Johannes Edfelt, Hjalmar Gullberg, Anders Österling e Pär Lagerkvist le fanno raggiungere una maturazione tale da garantirle un apprezzamento artistico che dura tutt'oggi. Le poesie del 1943/44 che sarebbero dovute apparire nella raccolta In den Wohnungen des Todes, caratterizzate da immagini di dolore e morte, rappresentano il lamento di morte del popolo ebraico. Insieme alle poesie scrive anche due drammi teatrali Eli e Abram im Salz.

### Gli anni del dopoguerra
Dopo la guerra, Nelly Sachs descrive le atrocità dell'Olocausto con uno stile altamente emozionale, aspro e sottile. Il suo biografo Walter A. Berendsohn definisce i componimenti come "tragici, accusatori e illuminanti", definendola "la prima scrittrice che ha fatto dei camini di Auschwitz il tema dei suoi versi".
Le raccolte In den Wohnungen des Todes e Sternverdunkelung (1949) vengono pubblicate per iniziativa di Johannes R. Bechers a Berlino Est. Alcuni suoi testi compaiono nella rivista della DDR Sinn und Form.
Dopo la morte della madre, nel 1950, inizia una corrispondenza con il poeta Paul Celan, con il quale sente di avere un'affinità di anima e di destino. Il critico letterario Peter Hamm affermerà che "la poesia per entrambi è stata un'ancora di salvezza dall'abisso del passato".

### Gli anni del riconoscimento
Verso la fine del decennio, dopo anni di isolamento, le opere di Nelly Sachs iniziano a diffondersi ampiamente in Germania. Le raccolte poetiche Und niemand weiß weiter e Flucht und Verwandlung, influenzate dal surrealismo francese, vengono pubblicate nel 1957 e nel 1959 ad Amburgo, Monaco di Baviera e Stoccarda. Nelly Sachs inizia ad essere "scoperta" dal giovane panorama letterario della Repubblica Federale.
In Germania avviene il suo primo riconoscimento come poetessa: nel 1960 diventa membro della Libera Accademia delle Arti di Amburgo.
Ancora fortemente provata dal dolore e dalla paura, Nelly Sachs non desidera fare ritorno in Germania. Inizia a manifestare scompensi psicologici che la porteranno ad un crollo nel 1960, costringendola a trascorrere tre anni in un sanatorio mentale a Stoccolma.
Nel 1965 è la prima donna a ricevere il premio Friedenspreis des Deutschen Buchhandels, che la costringerà a ritornare in Germania. Il giorno del suo settantacinquesimo compleanno, il 10 dicembre del 1966, insieme a Samuel Joseph Agnon, riceve il premio Nobel per la letteratura.
Negli ultimi anni della sua vita si ritirerà dalla vita pubblica.
Nei primi anni '60 la sua poesia viene messa in musica. Molti compositori, affascinati dalla sua lingua sottile e espressiva, ricca di immagini e metafore, ne offrono forme di rappresentazione strumentale, enfatizzando le tematiche dell'Olocausto contenute nella sua poetica.

### Morte
Nelly Sachs muore di cancro nel maggio del 1970 in un ospedale di Stoccolma, lo stesso giorno del funerale di Paul Celan. È sepolta nel cimitero ebraico di Norra Begravingsplatsen di Solna, a nord di Stoccolma.

## Opere

### Raccolte e opere principali
- In den Wohnungen des Todes (Nelle dimore della morte).1947
- Sternverdunkelung. Gedichte. (Eclissi Stellare) 1949
- Eli. Ein Mysterienspiel vom Leiden Israels. 1951
- Flucht und Verwandlung. Gedichte (Fuga e trasformazione).1959
- Fahrt ins Staublose. Gedichte.(Al di là della polvere).1961
- Zeichen im Sand. Die szenischen Dichtungen. 1962
- Suche nach Lebenden (Alla ricerca dei viventi). 1971
- Teile dich Nacht. 1961

#### Traduzioni italiane
- Nelly Sachs, Poesie / Nelly Sachs, a cura di Ida Porena, Torino, Einaudi, 2006, ISBN 88-06-15266-1.
- Nelly Sachs, Lettere dalla notte (1950-1953), a cura di Anna Ruchat, Firenze, Giuntina, 2015, ISBN 978-88-8057-598-6.
- Fellegara Vittorio, Zwei Lieder per coro femminile e orchestra (1973-1974), Milano, Suvini Zerboni, 1977.
- Paul Celan/Nelly Sachs, Corrispondenza / Paul Celan, Nelly Sachs, a cura di Barbara Wiedemann/Anna Ruchat, Genova, Il Melangolo, 1966, ISBN 88-7018-308-4.
- Nelly Sachs, Epitaffi scritti sull'aria, a cura di Chiara Conterno, Bari, Progedit, 2013, ISBN 978-88-6194-176-2.
- Nelly Sachs, Negli appartamenti della morte, a cura di Anna Ruchat, Firenze, Giuntina, 2024, ISBN 979-12-5569-031-3.